# Neccio

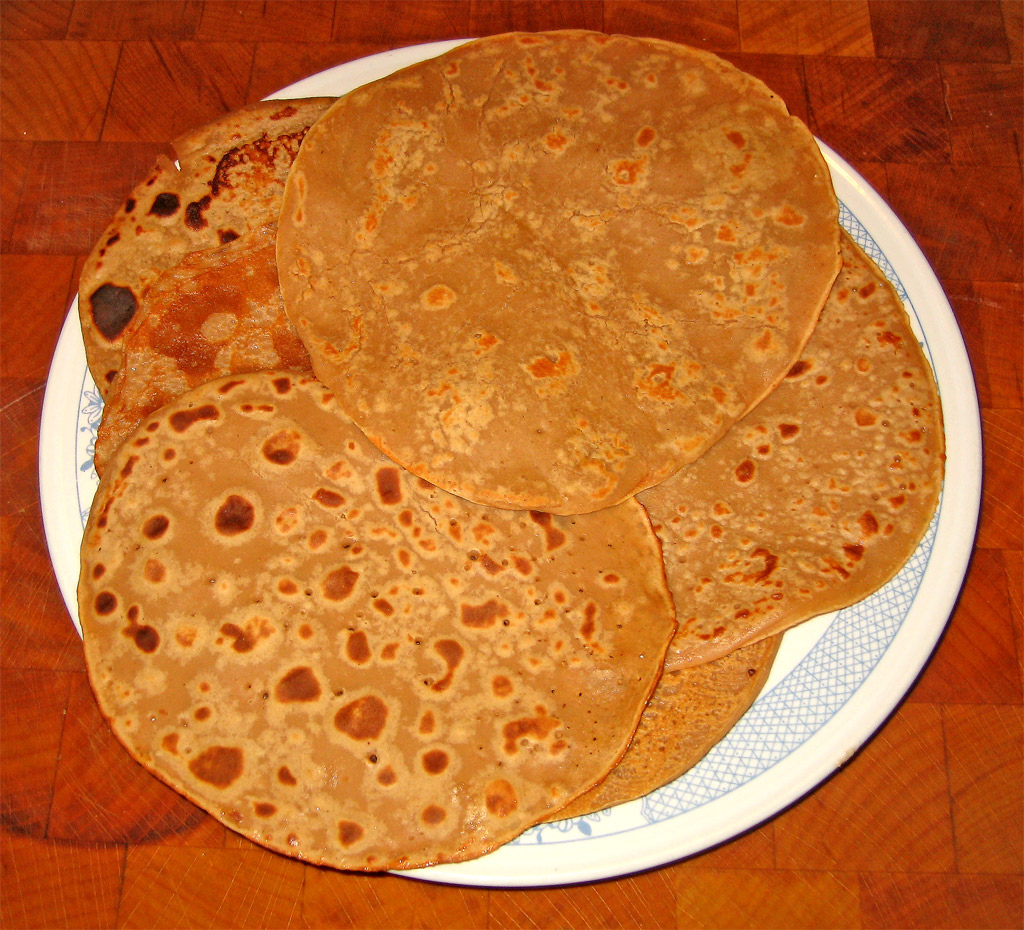
Một đĩa neccio ở vùng Tuscany, Ý.

Neccio là một loại bánh galette làm từ bột hạt dẻ, một món ăn đặc trưng ở một số vùng núi ở Tuscany và Emilia, nước Ý cũng như trên đảo Corsica, nước Pháp.
Ngày nay người ta thường coi neccio như một món tráng miệng, nhưng nông dân lúc trước hay ăn chung với đồ mặn.

## Chuẩn bị
Bột bánh được làm từ nước, bột hạt dẻ và một ít muối.